# Sherell Ford
Pour les articles homonymes, voir Ford (homonymie).
Sherell Ford, né le 26 août 1972 à Baton Rouge en Louisiane, est un ancien joueur américain de basket-ball. Il évoluait au poste d'ailier.